# Nusadani
Nusadani is een bestuurslaag in het regentschap Flores Timur van de provincie Oost-Nusa Tenggara, Indonesië. Nusadani telt 576 inwoners (volkstelling 2010).